# Apele Vii
Apele Vii – wieś w Rumunii, w okręgu Dolj, w gminie Apele Vii. W 2011 roku liczyła 2112 mieszkańców.